# Polezjajevskaja
Polezjajevskaja (Russisch: Полежаевская uitspraakⓘ) is een station aan de Tagansko-Krasnopresnenskaja-lijn van de Moskouse metro. 

## Geschiedenis
Al bij de eerste plannen voor de metro uit 1932 was er al lijn naar het noordwesten voorzien al bleef die ten zuiden van de toegangssporen naar station Moskva Beloroesskaja. De Krasnopresnensko-radius zou het westelijke deel van de Rogozjski-Krasnopresnenski-lijn vormen. In 1957 volgde een nadere uitwerking voor de lijnen 6 en 7, waarbij de Krasnopresnensko-radius als westelijk deel van de Tagansko-Krasnopresnenskaja-lijn (lijn 7) in plaats van de Rogozjski-Krasnopresnenski-lijn werd opgenomen. Tevens werd de route noordelijker via het voorstadsstation Begovaja gelegd en ook verder naar het noorden doorgetrokken tot het voorlopige eindpunt Oktjabrskoje Pole. De Krasnopresnensko-radius met vijf stations werd tussen 1968 en 1972 gebouwd en op 30 december 1972 geopend waarna de volgende ochtend de reizigersdienst begon. Als uitzondering is het station niet genoemd naar een straat of gebouw in de buurt maar naar een persoon. V.D. Polezjajev was ingenieur van de tunnelbouwers tijdens de eerste fase (1932-1935) van de metrobouw, tussen 1958 en 1972 was hij directeur van Metrostroi, het metrobouwbedrijf. Hij overleed in oktober 1972 en het station, dat Chorosjovskaja genoemd zou worden, werd naar hem genoemd. In een van de verdeelhallen hangt een gedenkplaat voor hem. 

## Ligging en verdeelhallen
Het station ligt onder de Chorosjevskoje Sjosse ten oosten van het kruispunt met de Kuusinen Oelitsa. Het station heeft twee ondergrondse verdeelhallen, een aan de westkant onder het kruispunt en een aan de oostkant van de perrons. De westelijke verdeelhal is met vaste trappen met de perrons verbonden, de oostelijke verdeelhal heeft eveneens vaste trappen en bovendien roltrappen voor reizigers die vanaf het perron naar de hoger gelegen verdeelhal willen. In verband met de komst van de Grote Ringlijn werden in de periode 2015-2019 diverse verbouwingen doorgevoerd. Voor deze verbouwing konden reizigers alleen gebruikmaken van het noordelijke perron maar toen op 14 november 2015 de oostelijke verdeelhal werd gesloten werd het zuidelijke perron opengesteld voor reizigers richting centrum zodat de reizigers over de twee trappen aan de westkant werden verdeeld, hiertoe openen de metro's richting het centrum hun deuren aan de rechterkant en niet meer aan de linkerkant. Op 26 februari 2018 werd de oostelijke verdeelhal heropend nadat een voetgangerstunnel tussen de verdeelhal en station Chorosjovskaja ten behoeve van overstappers was gebouwd. De westelijke verdeelhal werd op 22 april 2018 gesloten wegens verbouwing en van 1 november 2018 tot 4 februari 2019 was ook de trap naar het zuidelijke perron gesloten.  Volgens planning zou de overstaptunnel tussen de verdeelhal en Chorosjovskaja op 29 december 2018 worden geopend. Door vertraging werd de heropening uitgesteld tot mei 2019 maar ook dat bleek onhaalbaar en uiteindelijk werd de westelijke verdeelhal pas op 17 oktober 2019 heropend. Het zuidelijke perron bleef in gebruik voor reizigers richting het centrum. Naast een overstap tussen beide metrolijnen is er een overstap naar de centrale ringlijn via het 700 meter westelijker gelegen station Chorosjovo. Tegenover een gemiddelde afstand van 200 – 300 meter is dit een van de langste tussen twee sttaions in Moskou.

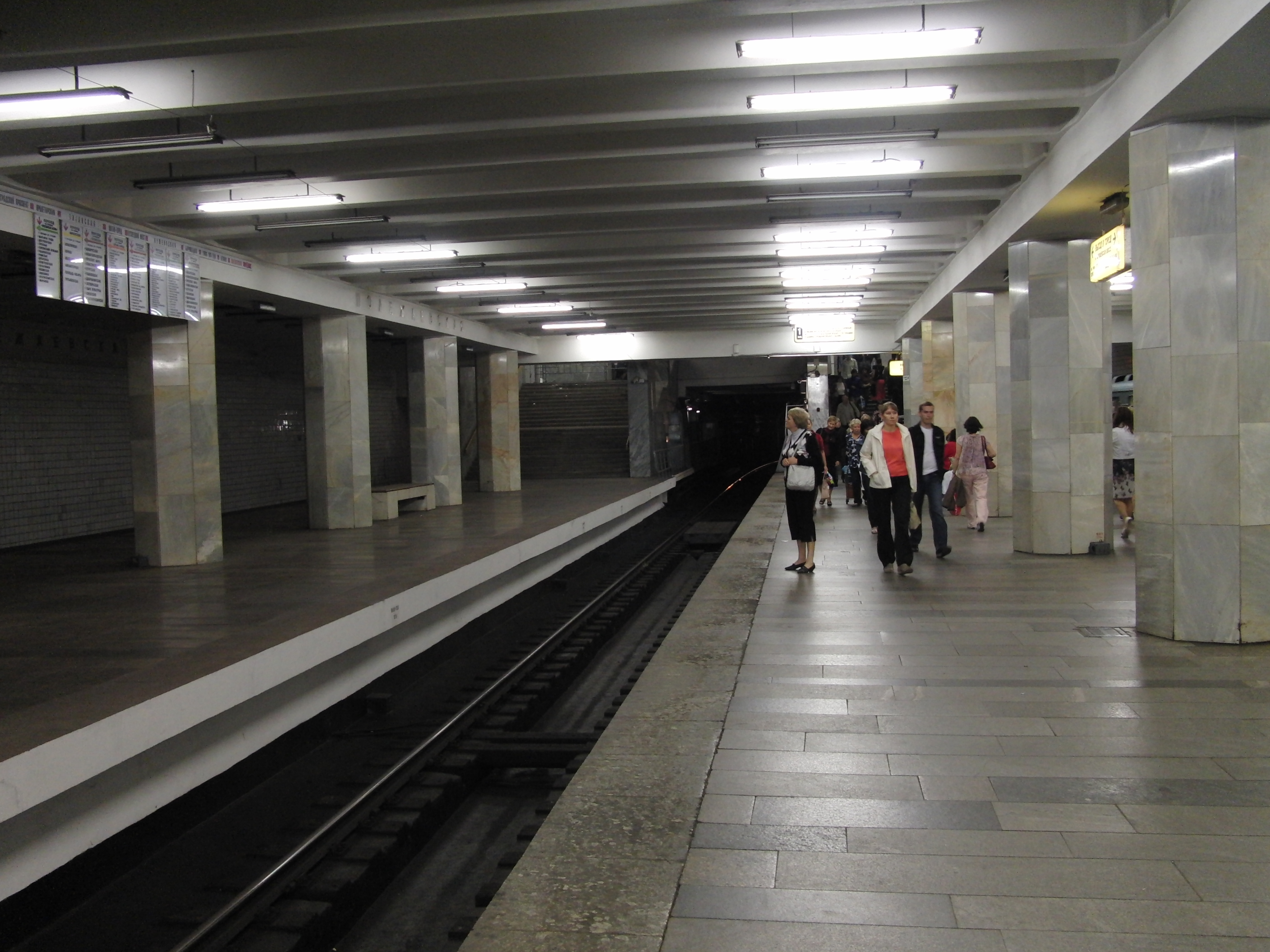
Blik naar het westen voor de verbouwing
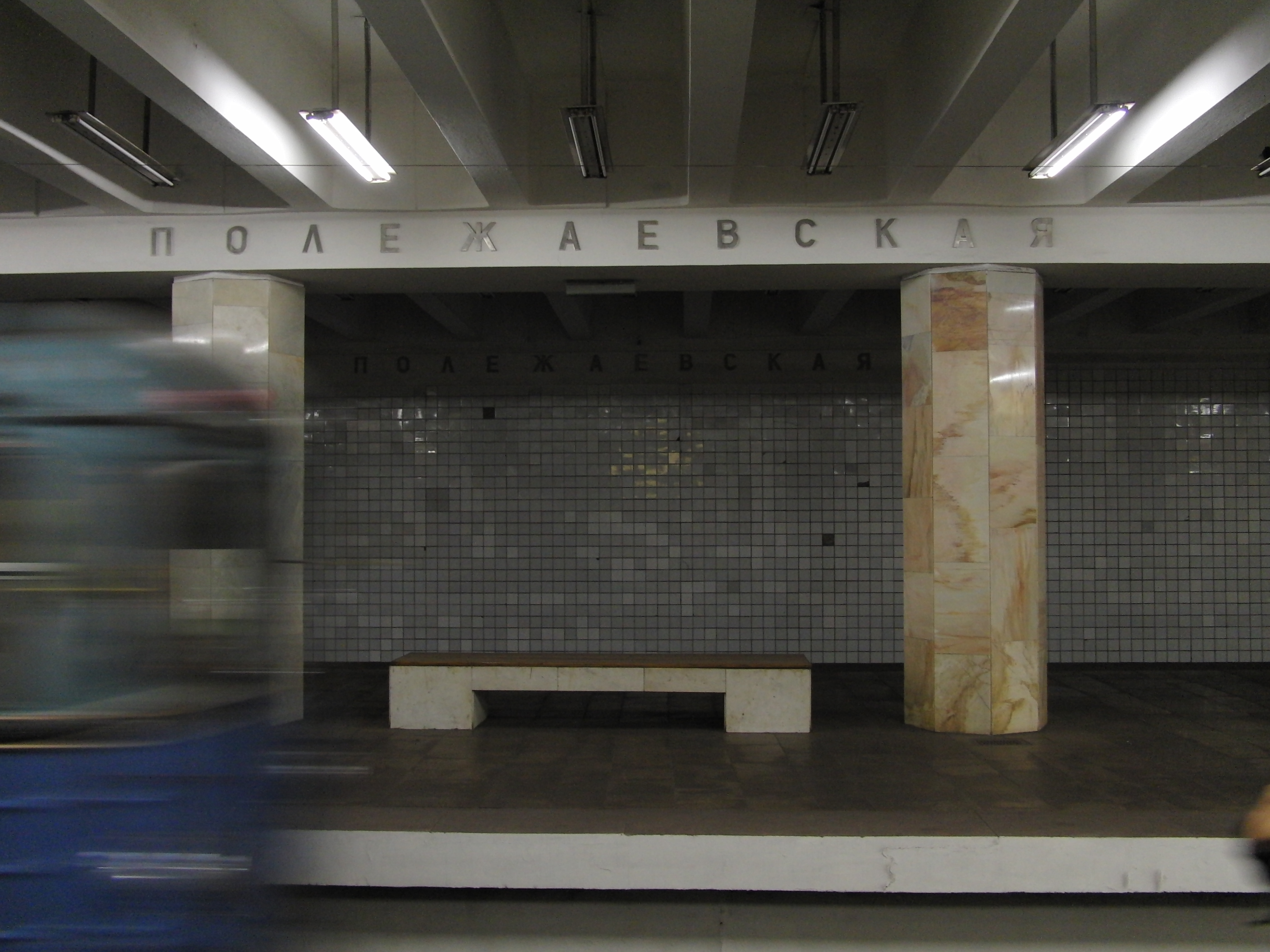
Zicht op het perron voor de ongebouwde zijlijn naar Strogino
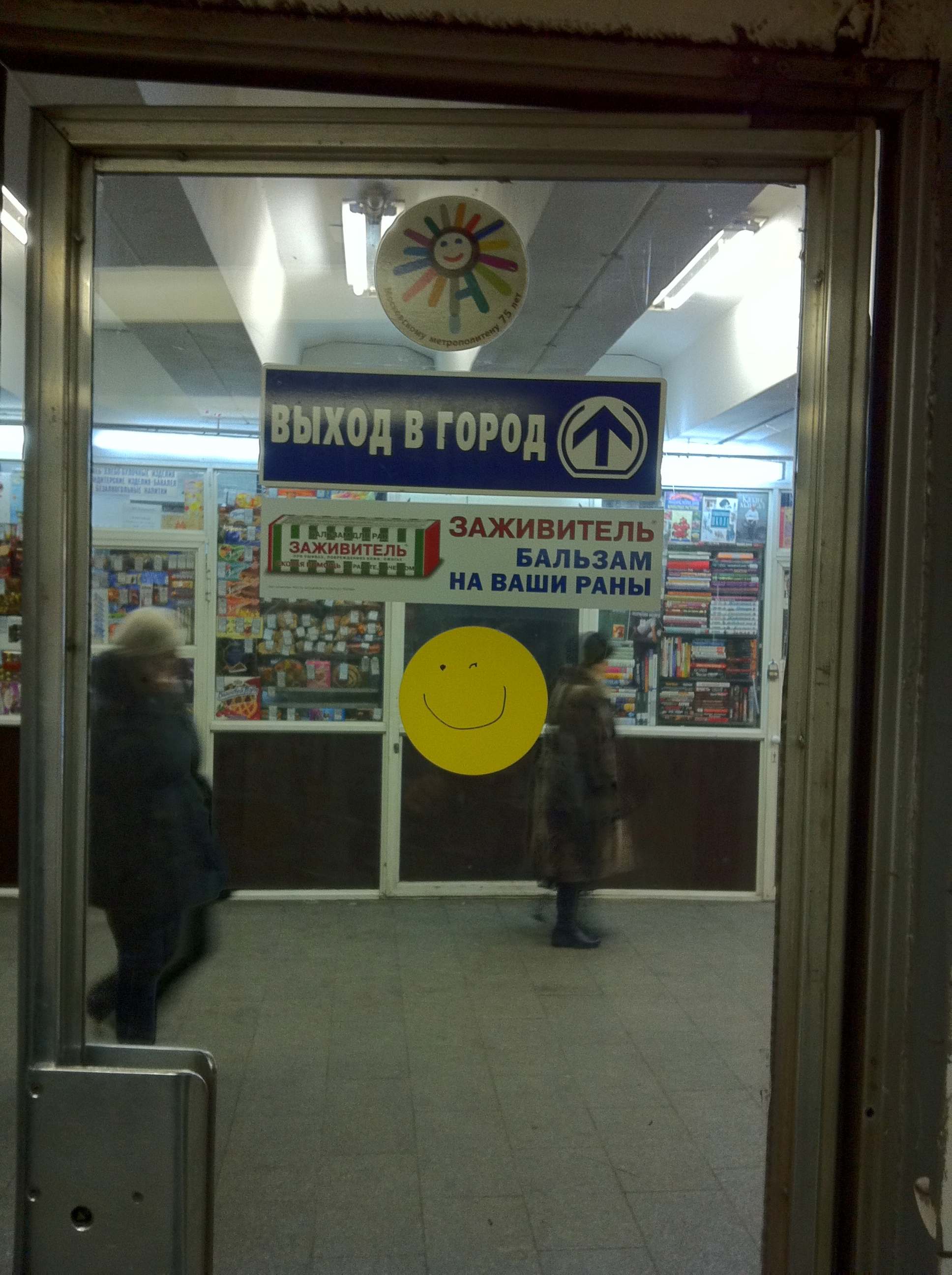
Uitgang van het station

## Ontwerp en inrichting
Het station werd ontworpen door de architecten A.F. Fokina en L.N. Popov en constructeur N.M. Silina. Destijds voorzag het ontwikkelingsplan van de metro op meerdere plaatsen buiten de binnenstad in vertakkingen van lijnen. De splitsing van lijn 7 zou bij Polezjajevskaja komen met een hoofdlijn naar het noorden en een zijlijn naar Strogino via Mnjovniki. Als voorbereiding is het ondiep gelegen zuilenstation op 10 meter diepte gebouwd met drie sporen waarbij het middelste spoor tussen de beide eilandperrons is gelegd. De plattegrond is vergelijkbaar met Partizanskaja al is dat station ruimer opgezet en daardoor nog net iets breder dan Polezjajevskaja. De perrons zijn 8 meter breed in plaats van de standaard 10 meter. Omdat de zijlijn pas later gebouwd zou worden werd alleen het noordelijke perron gebruikt voor de reizigersdienst en het zuidelijke alleen voor bijzondere ritten. Het spoor richting het noorden is voorbereid op een aftakking in westelijke richting. De zijlijn werd later geschrapt en het zuidelijke spoor, dat 340 meter ten westen van het perron doodloopt, wordt gebruikt als opstelspoor voor maximaal drie metrostellen. De achthoekige zuilen staan in het midden van de perrons in rijen van 25 en zijn bekleed met wit en geel marmer in verschillende tinten. De perrons zelf zijn van grijs graniet terwijl de tunnelwanden betegeld zijn met witte tegels. De muren en zuilen in de verdeelhallen zijn bekleed met grijs marmer.

## Reizigersverkeer
De eerste trein richting het centrum vertrekt op werkdagen om 5:58 uur, in het weekeinde is het op even dagen 2 minuten eerder. Naar het noorden vertrekt op even dagen door de week de eerste metro om 6:09 uur en in het weekeinde om 6:11 uur. Op oneven dagen is dit respectievelijk 6:07 uur en 6:10 uur.

## Trivia
- Het computerspel Nachtwacht (Ночной дозор), gebaseerd op het werk van S.V. Loekjanenko, speelt zich deels af op het station.
- Het station komt voor in de tv-serie Engel of Duivel (Ангел или демон) van STS
- Het station figureert ook in het boek Metro 2033 van D.A. Gloechovski